# La battaglia della vita
La battaglia della vita (The Battle of Life) è un romanzo breve di Charles Dickens.
È il quarto dei cinque racconti di Natale dell'autore, dopo Il grillo del focolare (1845) e prima de Il patto col fantasma (1848).

## Trama
La vicenda si apre con una descrizione di un paesaggio inglese di campagna che tempo prima aveva fatto da sfondo ad una terribile battaglia in cui avevano trovato la morte decine di soldati e cavalli. È sempre in questa campagna che si svolge la storia. Su quel campo si trova infatti la residenza del dottor Anthony Jeddler, un filosofo che considera il mondo come un grande scherzo; con lui vivono le due figlie, Grace, la maggiore, e Marion, la minore. Da quando le due hanno perso la madre, Grace si è sempre occupata della sorella più piccola per la quale è divenuta, col passare del tempo, un punto di riferimento. Nella casa lavorano, come domestici il signor Benjamin Britain e la signorina Clemency Newcome, la quale ama procurarsi ferite ai gomiti ed esibirle. Marion ha una storia d'amore con un  Alfred Heathfield, pupillo del dottor Jeddler, al quale è stata promessa in sposa. Alfred raggiunge la maggiore età e smette di essere sotto la tutela del dottor Jeddler: ora deve partire per qualche tempo per fare un po' di esperienza e raggranellare del denaro al fine di tornare e sposare Marion. Tre anni dopo, durante l'atteso giorno di ritorno del ragazzo  in casa Jeddler viene organizzata una grande festa per accoglierlo e ad essa vengono invitati parenti e conoscenti del dottore che ammirano la grazia delle sue figlie, in particolar modo Marion. La ragazza, tuttavia, non pienamente convinta di questa sua relazione con Alfred, decide di fuggire assieme a Michael Warden, un uomo che già da qualche tempo manifestava qualche interesse per la giovane e ne aveva già parlato con gli avvocati Snitchey e Craggs, i quali tuttavia non ne fanno parola con nessuno. La notizia della fuga della ragazza porta grande sconcerto presso gli invitati e quando, una volta giunto, Alfred lo viene a sapere, per lui non c'è più nulla da fare. Intanto il tempo trascorre e le cose cambiano: Craggs muore, lasciando da solo il suo attaccatissimo collega Snitchey; Clemency e Britain si sposano, lasciano casa Jeddler e aprono un'osteria in proprio denominata "Alla Grattugia"; Grace ed Alfred si sposano nel tentativo di dimenticare la fuga di Marion, da entrambi sempre amata, e di consolarsi a vicenda. Sei anni dopo la fuga, Marion ricompare; dapprima Warden si presenta in osteria dove viene riconosciuto da Clemency; poi Marion va nella casa del padre e lì incontra finalmente la sorella Grace, che da tempo immemore desiderava rivederla. La gioia è grande in casa Jeddler e si scopre che  la ragazza era andata a vivere  presso la zia Martha Jeddler,  la quale si era  riavvicinata al fratello, il dottor Jeddler e  gli aveva già confidato dove fosse la ragazza e perché era fuggita, inoltre Marion si era già incontrata con Alfred, dopo che questi si era sposato con Grace. Ora Marion fa capire alla sorella, che la sua fuga è stata un suo sacrificio  per ringraziarla dell'amore con la quale si era presa cura di lei: infatti la ragazza aveva capito che il matrimonio con Alfred sarebbe potuto andare meglio a Grace piuttosto che a lei e aveva quindi abbandonato la casa natale nella speranza che i due si potessero sposare e trovare così il vero amore; inoltre lei non aveva mai seguito Warden, ma si era servita del viaggio di lui sul continente, a causa di alcuni debiti in patria, per raggiungere al casa della zia dove si sottopone ad una volontaria clausura.